# Albiano (geologia)
| Sistema/Período | Série/Época | Andar/Estágio  | Idade (Ma)    |
| --- | ----------- | -------------- | ------------- |
| Paleogeno | Paleoceno   | Daniano        | mais recente  |
| Cretáceo | Superior    | Maastrichtiano | 66.0–72.1     |
| Cretáceo | Superior    | Campaniano     | 72.1–83.6     |
| Cretáceo | Superior    | Santoniano     | 83.6–86.3     |
| Cretáceo | Superior    | Coniaciano     | 86.3–89.8     |
| Cretáceo | Superior    | Turoniano      | 89.8–93.9     |
| Cretáceo | Superior    | Cenomaniano    | 93.9–100.5    |
| Cretáceo | Inferior    | Albiano        | 100.5–~113.0  |
| Cretáceo | Inferior    | Aptiano        | ~113.0–~125.0 |
| Cretáceo | Inferior    | Barremiano     | ~125.0–~129.4 |
| Cretáceo | Inferior    | Hauteriviano   | ~129.4–~132.9 |
| Cretáceo | Inferior    | Valanginiano   | ~132.9–~139.8 |
| Cretáceo | Inferior    | Berriasiano    | ~139.8–~145.0 |
| Jurássico | Superior    | Titoniano      | mais antigo   |
| Subdivisão do Cretáceo de acordo com a Tabela Cronoestratigráfica Internacional versão 2015/1 da Comissão Internacional sobre Estratigrafia. |             |                |               |

Na escala de tempo geológico, o Albiano é a idade da época Cretácea Inferior do período Cretáceo da era Mesozoica do éon Fanerozoico, que está compreendida entre há 113 milhões e 100,5 milhões de anos, aproximadamente. A idade Albiana sucede a idade Aptiana de sua época e precede a idade Cenomaniana da época Cretácea Superior de seu período.

## Definições estratigráficas
O Estágio Albiano foi proposto pela primeira vez em 1842 por Alcide d'Orbigny. Recebeu o nome de Alba, o nome latino do rio Aube, na França.
Uma Seção e Ponto de Estratotipo de Limite Global (GSSP), ratificada pelo IUGS em 2016, define a base do Albiano como a primeira ocorrência do foraminífero planctônico Microhedbergella renilaevis na seção Col de Pré-Guittard, Arnayon, Drôme, França. 
O topo do Estágio Albiano (a base do Estágio Cenomaniano e da Série do Cretáceo Superior) é definido como o local onde a espécie de foraminíferos Rotalipora globotruncanoides aparece pela primeira vez na coluna estratigráfica. 
O Albiano às vezes é subdividido em sub-idades ou subestágios Inicial / Inferior, Médio e Tardio / Superior. Na Europa Ocidental, especialmente no Reino Unido, uma subdivisão em dois subestágios (Vraconiano e Gaultiano) é mais freqüentemente usada.